# Бруно Катала
Бруно Катала (фр. Bruno Cathala, нар. 22 листопада 1963) — французький автор настільних ігор. Його лудографія налічує понад 150 назв, що робить його одним із найпродуктивніших авторів у галузі.

## Біографія
З 1986 року Бруно Катала проживає у Верхнійі Савойї, у місті Сен-П'єр-ан-Фосіньї. До 2004 року він працював інженером R&D. Створювати ігри почав на початку 2000-х років.
Багато з його найвідоміших ігор створено у співпраці з іншими авторами, такими як Бруно Файдутті (Le Collier de la Reine, La Fièvre de l'or, Raptor), Серж Лагет (кооперативна гра Les Chevaliers de la Table Ronde, Du Balai!, яка отримала As d'Or Jeu de l'année 2007), Людовік Мобланк (Mr. Jack та його версії, Dice Town, Cyclades), Себастьян Почон та Малкольм Брафф (сімейна гра Jamaica), Шарль Шевальє (Abyss) тощо.
Бруно Катала особливо відомий своєю здатністю створювати ігри виключно для двох гравців (Mr. Jack, Guerre & Bêêêh, Tony & Tino, Drôles de zèbres, Longhorn, Raptor тощо).
Проте, саме за гру, яку він створив самостійно (Five Tribes), він отримав у 2015 році нагороду As d'Or, присуджену Міжнародним фестивалем ігор у Каннах.
Його адаптація 7 Wonders була продана тиражем у 1,5 мільйона копій.
У 2022 році вийшла гра Splendor Duel, адаптація для двох гравців Splendor Марка Андре. Ця гра отримала срібний Tric Trac у січні 2023 року.
Наприкінці 2022 року вийшла ще одна гра, яка виділяється використанням фотографій справжніх моделей оригамі: Sea, Salt & Paper.
Окрім настільних ігор, він захоплюється велосипедним спортом, музикою та театром.

## Лудографія

### Самостійний автор
- Drake & Drake, 2002, ілюстрована Сирілом Сен-Бланкатом, видана Jeux Descartes.
- Guerre & Bêêêh, 2002, ілюстрована Сирілом Сен-Бланкатом, видана Jeux Descartes.
- Tony & Tino, 2002, ілюстрована Сирілом Сен-Бланкатом, видана Jeux Descartes.
- Sans foi ni loi, 2003, ілюстрована Себастьєном Турнадром, видана Jeux Descartes.
- Atlas et Zeus, 2004, ілюстрована Крістел Еспі, видана Jeux Descartes.
- Drôles de zèbres, 2004, ілюстрована Філіпом Брійоном та Себастьєном Ламіроном, видана Asmodée.
- Les Fils de Samarande (перевидання Sans foi ni loi), 2005, ілюстрована Мат'є Лейсеном, видана Asmodée.
- Enermen, 2007, ілюстрована Батістом Делютразом, видана Entrejeux.
- Kamon, 2007, видана Jactalea.
  - Kamon (перевидання), 2020, ілюстрована Томом Делаге, видана Cosmoludo.
- MOW, 2008, ілюстрована Сандрою Тальябуе, видана Hurrican.
- MOW Big, 2010, ілюстрована Сандрою Тальябуе, видана Hurrican.
- Sobek, 2010, ілюстрована Мат'є Болю, видана GameWorks.
- Trollland, 2010, ілюстрована Олів'є Фаньером, видана Ludocortex.
- Burdigala, 2011, ілюстрована Марією Пас, видана Id&Al Éditions.
- Button Up!, 2012, ілюстрована Сирілом Букетом, видана Jactalea.
- Okiya, 2012, ілюстрована Сирілом Букетом, видана Jactalea.
  - La bataille des Sorciers (перевидання), 2015, ілюстрована Аделін Гро, видана Oxybul.
- Longhorn, 2013, ілюстрована Венсаном Дютре, видана Blue Orange.
- Five Tribes, 2014, ілюстрована Клеманом Масоном, видана Days of Wonder.
  - Five Tribes - Les Artisans de Naqala (доповнення), 2014
  - Five Tribes - Solo (доповнення), 2015
  - Five Tribes - Les Voleurs de Naqala (доповнення), 2016
  - Five Tribes - Les Caprices du Sultan (доповнення), 2017
- Haru Ichiban, 2015, ілюстрована Стефано Коллавіні, видана Blackrock Games.
- Tong, 2015, ілюстрована Каміль Шоссі, самостійно видана.
- Kingdomino, 2016, ілюстрована Сирілом Букетом, видана Blue Orange.
  - Queendomino (окрема гра), 2017
  - Kingdomino - Age Of Giants (доповнення), 2018
  - Kingdomino - La Cour (доповнення), 2020
- Le Trône De Fer - La Main Du Roi, 2016, ілюстрована Михайлом Димітрієвським, видана Fantasy Flight Games.
- Jurassic Snack, 2018, ілюстрована Каміль Шоссі, видана The Flying Games.
  - Jurassic Brunch (окрема гра), 2020
- Velonimo, 2020, ілюстрована Домініком Мертенсом, видана Studio Stratosphères.
- Kingdomino Origins, 2021, ілюстрована Сирілом Букетом, видана  Blue Orange.
- Donuts, 2023, видана Funforge.

### З Марком Андре
- Splendor Duel, 2022, ілюстрована Давидом Тозелло, видана Space Cowboys.

### З Антуаном Бозою
- Witty Pong, 2011, ілюстрована Алексом А, видана MyWittyGames.
- Dr. Shark, 2011, ілюстрована Чарлі Адамсом, видана Hurrican.
- Le Petit Prince - Fabrique-Moi Une Planète, 2013, ілюстрована Антуаном де Сент-Екзюпері, видана Ludonaute.
  - 1001 Îles (перевидання), 2022, ілюстрована Марією Кардоуат, видана Ludonaute.
- Le Petit Prince - Voyage Vers Les Étoiles, 2015, ілюстрована Крістін Дешам, Іаном Паровелем та Маєвою Да Сілва, видана Ludonaute.
- 7 Wonders Duel, 2015, ілюстрована Мігелем Коімбра, видана Repos Production.
  - 7 Wonders Duel - Pantheon (доповнення), 2016
  - 7 Wonders Duel - Solo (доповнення), 2020
  - 7 Wonders Duel - Agora (доповнення), 2020

### З Шарлем Шевальє
- Abyss, 2014, ілюстрована Ксав'є Коллетом, видана Bombyx.
  - Abyss - Kraken (доповнення), 2015
  - Abyss - Leviathan (доповнення), 2018
- Kanagawa, 2016, ілюстрована Джейд Мош, видана IELLO.
  - Kanagawa - Yokai (доповнення), 2019
- Micropolis, 2018, ілюстрована Каміль Шоссі, видана Matagot.
- Abyss Conspiracy, 2019, ілюстрована Паскалем Кідуальтом, видана Bombyx.

### З Сільвеном Дюшеном
- The Blue Lion, 2011, ілюстрована Сирілом Букетом, видана Jactalea.

### З Меттью Данстаном
- Ice Team, 2019, ілюстрована Каміль Шоссі, видана The Flying Games.

### З Бруно Файдутті
- Le Collier de la Reine, 2003, ілюстрована Гумбертом Шабуелем та П'єр-Аленом Шарт'є, видана Days of Wonder.
  - Queen 'S Necklace (перевидання), 2015, ілюстрована Денисом Зільбером, видана Spaghetti Western Games та Cmon Limited.
- La Fièvre de l'or, 2004, ілюстрована Карою, видана Asmodée у Франції та Face 2 Face Games (Boomtown) у США.
  - Gold River (перевидання), 2020, ілюстрована Джонатаном Окомте, видана Lumberjacks Studio.
- Iglu Iglu, 2004, ілюстрована Гвідо Гоффманом, видана Goldsieber.
- Mission: Planète rouge, 2005, ілюстрована Крістофом Мадурою, видана Asmodée.
- Tomahawk, 2006, ілюстрована Жан-Матіасом Ксав'є, видана Matagot.
- Chicago Poker, 2007, ілюстрована Чарнє, видана Phalanx Games.
- Raptor, 2015, ілюстрована Венсаном Дютре, видана Matagot.

### З Жанном Гупі
- Queenz, 2019, ілюстрована Венсаном Дютре, видана Mandoo Games.
- Orichalque, 2022, ілюстрована Полем Мафаєном, видана Catch Up Games.

### З Фредеріком Генрі
- Conan: Stygie (доповнення), 2017, ілюстрована Кекаєм Котакі, Ксав'є Коллетом, Naïade та Жоржем Cl4Renko, видана Monolith.

### З Сержем Лагетом
- Les Chevaliers de la Table Ronde, 2005, ілюстрована Жульєном Делвалем, видана Days of Wonder.
  - Les Chevaliers De La Table Ronde : Sire Bédivère (доповнення), 2005
  - Les Chevaliers De La Table Ronde : Les Chevaliers Peints (доповнення), 2005
  - Les Chevaliers De La Table Ronde - La Compagnie De Merlin (доповнення), 2008
- Du Balai !, 2006, ілюстрована Стефаном Поінсо, видана Asmodée.
- Senji, 2008, ілюстрована Бертраном Бенуа, видана Asmodée.
- Mundus Novus, 2011, ілюстрована Венсаном Дютре, видана Asmodée.
  - Mundus Novus : Vers De Nouveaux Horizons (доповнення), 2012
- Shadows Over Camelot: Le Jeu De Cartes, 2012, ілюстрована Жульєном Делвалем, видана Days of Wonder.
  - Shadows Over Camelot : Carte Spécial (доповнення), 2012

### З Маттьє Ланвіном
- Manchots Barjots, 2016, ілюстрована Ремі Торніором, видана Bombyx.
- Crazy Mistigri, 2017, ілюстрована Ваньюї Де Кастельбажак, видана Cocktail Games.

### З Корентіном Лебратом
- Trek 12, 2020, ілюстрована Джонатаном Окомте та Олів'є Деруто, видана Lumberjacks Studio.
  - Trek 12 - Base Camp 1 (аксесуар), 2020
  - Trek 12 At Home - Semaine 1 (доповнення), 2020
  - Trek 12 - Base Camp 2 (аксесуар), 2020
  - Trek 12 At Home - Semaine 2 (доповнення), 2020
  - Trek 12 - XMAS (доповнення), 2020
  - Trek 12 + 1 - Carnet De Voyage En Himalaya (доповнення), 2021
  - Trek 12 - Zen Treck (доповнення), 2021
  - Trek 12 - PhiliTrek (доповнення), 2021
  - Trek De La Saint Valentin (доповнення), 2021
- Trek 12: Amazonie, 2021, ілюстрована Максимом Моріном та Олів'є Деруто, видана Lumberjacks Studio.
- Lumen, Le monde perdu, 2023, ілюстрована Венсаном Дютре, видана Lumberjacks Studio.
- Solstis, 2024, ілюстрована Горобей, видана Lumberjacks Studio.

### З Людтче
- Dragon Run, 2014, ілюстрована Венсаном Дютре, видана Blue Orange.

### З Крістіаном Мартінезом
- Fourberies, 2016, ілюстрована Жеремі Флері, видана Bombyx.

### З Людовіком Мобланком
- Une ombre sur Whitechapel, 2005, ілюстрована П'єро Ла Люн, видана Neuroludic (обмежений тираж 250 примірників).
  - Mr. Jack (перевидання), 2006, Hurrican
    - Mr. Jack - Extension (доповнення), 2007
- Paparazzi, 2006, ілюстрована Оазаром, видана Eclipse Vis Comica.
- Cléopâtre et la Société des Architectes, 2006, ілюстрована Жульєном Делвалем, видана Days of Wonder.
  - Cléopâtre Et La Société Des Architectes (перевидання), 2019, ілюстрована Мігелем Коімбра, видана Lucky Duck Games.
- Dice Town, 2009, ілюстрована П'єро Ла Люн, видана Matagot.
  - Dice Town - Les Indiens (доповнення), 2009
  - Dice Town - Extension (доповнення), 2011
  - Dice Town - Cowboys (доповнення), 2017
  - Dice Town - Wild West (доповнення), 2017
  - Dice Town - Pour Une Poignée De Cartes (доповнення), 2018
- Mr. Jack New York, 2009, ілюстрована П'єро Ла Люн, видана Hurrican.
- Cyclades, 2009, ілюстрована Мігелем Коімбра, видана Matagot.
  - Cyclades - Hades (доповнення), 2011
  - Cyclades - Titans (доповнення), 2014
  - Cyclades - Monuments (доповнення), 2016
- Mr. Jack Pocket, 2010, ілюстрована Жан-Марі Мінгезом, видана Hurrican.
  - Mr. Jack Pocket Extension (доповнення), 2018
- Prrrt, 2011, ілюстрована Сандрою Тальябуе, видана Hurrican.
- Noé, 2012, ілюстрована Ксав'є Коллетом, видана Bombyx.
- C'est pas faux!, 2012, ілюстрована Домініком Ферландом і Тоні Рошоном, видана Le Scorpion Masqué.
  - C'est Pas Faux : Patates & Ninjas (версія для дітей), 2018
- SOS Titanic, 2013, ілюстрована Сандрою Феске, видана Ludonaute.
  - SOS Titanic (перевидання), 2022, ілюстрована Крістіаном Бахом, видана Matagot.
- Desperados of Dice Town, 2014, ілюстрована П'єро Ла Люн, видана Matagot.
- Madame Ching, 2014, ілюстрована Венсаном Дютре, видана Hurrican.
- Pocket Madness, 2016, ілюстрована Мат'є Лейсеном, видана FunForge.
- Dice Stars, 2016, ілюстрована Сабріною Тобаль, видана  Matagot та Wizkids.
- Scarabya, 2018, ілюстрована Сільвеном Обліном, видана Blue Orange.
- Kingdomino Duel, 2019, ілюстрована Сирілом Букетом, видана Blue Orange.
- Kyudo : La Voie De L'arc, 2022, ілюстрована Каміль Шоссі, видана Offline Edition.

### З Марком Пакьєн
- Yamataï, 2017, ілюстрована Жеремі Флері, видана Days of Wonder.

### З Себастьєном Почоном
- Oliver Twist, 2017, ілюстрована Мод Шалмель, видана Purple Brain.
- Sobek 2 Joueurs, 2021, ілюстрована Naïade, видана Catch Up Games.
  - Sobek 2 Joueurs - Les trésors du pharaon (доповнення), 2022.

### З Антоні Пероне
- Run Run Run!, 2021, ілюстрована Каміль Шоссі, видана The Flying Games.

### З Тео Рів'єр
- Nagaraja, 2018, ілюстрована Венсаном Дютре, видана Hurrican.
- Oh My Brain, 2021, ілюстрована Олів'є Деруто, видана Lumberjacks Studio.
- Sea, Salt and Paper,  2022, ілюстрована П'єр-Івом Галлорем та Люсьєном Дерайном, видана Bombyx
  - Sea, Salt and Paper extra salt, 2023, ілюстрована П'єр-Івом Галлорем та Люсьєном Дерайном, видана Bombyx (доповнення)

### З Флоріаном Сиріє
- Imaginarium, 2018, ілюстрована Фелідеусом Бубастісом, видана Bombyx.
  - Imaginarium - Chimera (доповнення), 2021
- Mandragora, 2021, ілюстрована П'єро Ла Люн, видана Studio H.
- Nicodemus, 2021, ілюстрована Фелідеусом Бубастісом, видана Bombyx.

### З Арно Урбоном
- Antartik, 2012, ілюстрована Давідом Боніфаці, видана Ilopeli.

### З Малкольмом Браффом і Себастьєном Почоном
- Animalia, 2006, ілюстрована Мат'є Лейсеном, видана GameWorks.
- Jamaica, 2007, ілюстрована Мат'є Лейсеном, видана GameWorks.
  - Jamaica: The Crew (доповнення), 2017
- HelvetiQ, 2008, ілюстрована Карен Іхтерс, видана Redcut Sàrl.
  - HelvetiQ: Genève (окрема гра), 2013

### З Марі Форт і Вілфрідом Фортом
- Dragomino, 2020, ілюстрована Крістін Дешам та Маєвою Да Сілва, видана Blue Orange[7]

### Ігри в журналах
- Le Casse de Noël, 2004, опубліковано в Tangente jeux et stratégie
- Hogar, 2005, опубліковано в Jeux sur un plateau
- Mr. Jack : Le Fiacre, 2006, опубліковано в Jeux sur un plateau (доповнення до Mr. Jack)
- Shanghai Rami, 2006, разом із Сержем Лагетом, опубліковано в Tangente jeux et stratégie

## Номінації та нагороди

### Spiel Des Jahres
- Найкраща фантастична гра 2006 року : Les Chevaliers de la Table Ronde, 2005, співавтор Серж Лагет (ілюстрована Жульєном Делвалем) видана Days of Wonder
- Spiel Des Jahres 2017 року : Kingdomino, 2016 (ілюстрована Сирілом Букетом) видана Blue Orange.
- Kinderspiel Des Jahres 2021 року : Dragomino, 2020, співавтори Марі Форт і Вілфрід Форт (ілюстрована Крістін Дешам та Маєвою Да Сілва) видана Blue Orange

### As d'or Jeu de l'année
- Номінована на Гру року 2003 року : Le Collier de la Reine, 2003, співавтор Серж Лагет (ілюстрована Гумбертом Шабуелем та П'єр-Аленом Шарт'є) видана Days of Wonder.
- Номінована на Гру року 2004 року : Atlas et Zeus, 2004 (ілюстрована Крістел Еспі) видана Jeux Descartes.
- Номінована на Гру року 2006 року : Les Chevaliers de la Table Ronde, 2005, співавтор Бруно Файдутті (ілюстрована Жульєном Делвалем) видана Days of Wonder.
- Гра року 2007 року : Du Balai!, 2006, співавтор Серж Лагет (ілюстрована Стефаном Поінсо) видана Asmodée.
- Номінована на Гру року 2008 року : Mr. Jack, 2006, співавтор Людовік Мобланк (ілюстрована П'єро Ла Люн) видана Hurrican.
- Номінована на Гру року 2009 року : Jamaica, 2007, співавтори Малкольм Брафф і Себастьєн Почон (ілюстрована Мат'є Лейсеном) видана Gameworks.
- Номінована на Гру року 2009 року : Mow, 2008 (ілюстрована Сандрою Тальябуе) видана Hurrican.
- Номінована на Гру року 2011 року : Cyclades, 2009, співавтор Людовік Мобланк (ілюстрована Мігелем Коімбра)  видана Matagot.
- Номінована на Гру року 2015 року : Abyss, 2014, співавтор Шарль Шевальє (ілюстрована Ксав'є Коллетом) видана Bombyx.
- Гран-прі 2015 року : Five Tribes, 2014 (ілюстрована Клеманом Масоном) видана Days of Wonder.
- Номінована на Гру року 2016 року : 7 Wonders Duel, 2015, співавтор Антуан Боза (ілюстрована Мігелем Коімбра) видана Repos Production.
- Номінована на Гру року 2017 року : Kingdomino, 2016 (ілюстрована Сирілом Букетом) видана Blue Orange
- Гра року для дітей 2021 року : Dragomino, 2020, співавтори Марі Форт і Вілфрід Форт (ілюстрована Крістін Дешам та Маєвою Да Сілва) видана Blue Orange

### Double 6
- Номінована Double Six 2005 року : Sans Foi ni loi, 2003 (ілюстрована Себастьєном Турнадром) видана Jeux Descartes.
- Номінована Double Six 2007 року : Cléopâtre et la Société des Architectes, 2006, співавтор Людовік Мобланк (ілюстрована Жульєном Делвалем) видана Days of Wonder.
- Номінована Double Six 2008 року : Mr Jack, 2006, співавтор Людовік Мобланк (ілюстрована П'єро Ла Люн) видана Hurrican.
- Номінована Double Six 2009 року : Animalia, 2006, співавтори Малкольм Брафф і Себастьєн Почон (ілюстрована Мат'є Лейсеном) видана Gameworks.
- Double Six 2010 року : Dice Town, 2009, співавтор Людовік Мобланк (ілюстрована П'єро Ла Люн) видана Matagot.
- Double Six 2013 року : Noé, 2012, співавтор Людовік Мобланк (ілюстрована Ксав'є Коллетом) видана Bombyx.
- Double Six 2014 року : Le Petit Prince - Fabrique-Moi Une Planète, 2013, співавтор Антуан Боза (ілюстрована Антуаном де Сент-Екзюпері) видана Ludonaute.
- Номінована Double Six 2015 року : Desperados Of Dice Town, 2014, співавтор Людовік Мобланк (ілюстрована П'єро Ла Люн) видана Matagot.
- Double Six 2015 року : Abyss, 2014, співавтор Шарль Шевальє (ілюстрована Ксав'є Коллетом) видана Bombyx.
- Double Six 2016 року : 7 Wonders Duel, 2015, співавтор Антуан Боза (ілюстрована Мігелем Коімбра) видана Repos Production.
- Double Six 2017 року : Kingdomino, 2016 (ілюстрована Сирілом Букетом) видана Blue Orange.

### Pion d'or
- Double Pion D'or 2020 року : 7 Wonders Duel, 2015, співавтор Антуан Боза (ілюстрована Мігелем Коімбра) видана Repos Production
- Pion de Platine 2020 року : Kingdomino, 2016 (ілюстрована Сирілом Букетом) видана Blue Orange.